# Macon Whoopee
Die Macon Whoopee waren eine US-amerikanische Eishockeymannschaft aus Macon, Georgia. Das Team spielte von 1996 bis 2001 in der Central Hockey League sowie in der Saison 2001/02 in der East Coast Hockey League.

## Geschichte
Die Macon Whoopee wurden 1996 als Franchise der Central Hockey League gegründet. Den Namen wählte man in Anlehnung an eine Mannschaft aus der Southern Hockey League, die Macon Whoopees. Nachdem sie in ihren ersten drei Spielzeiten jeweils in der ersten Playoffrunde um den Miron Cup gescheitert waren, erreichten sie in der Saison 1999/2000 den größten Erfolg der Clubgeschichte, als sie nach einem vierten Platz in der Eastern Division zunächst die Fayetteville Force schlugen, ehe sie in der zweiten Playoffrunde den Columbus Cottonmouths in der Best-of-Five-Serie mit 1:3 Siegen unterlagen. Für die Saison 2001/02 übernahm Macon die Spiellizenz der Tallahassee Tiger Sharks aus der East Coast Hockey League, wurden jedoch nach nur einem Jahr nach Lexington, Kentucky, umgesiedelt, wo sie anschließend unter dem Namen Lexington Men O’War am Spielbetrieb der ECHL teilnahmen.

## Saisonstatistik
Abkürzungen: GP = Spiele, W = Siege, L = Niederlagen, T = Unentschieden, OTL = Niederlagen nach Overtime SOL = Niederlagen nach Shootout, Pts = Punkte, GF = Erzielte Tore, GA = Gegentore, PIM = Strafminuten
| Saison  | GP | W  | L  | T  | OTL | SOL | Pts | GF  | GA  | Platz         | Playoffs                        |
| 1996/97 | 66 | 38 | 24 | 4  | —   | —   | 80  | 276 | 237 | 2., Eastern   | Niederlage in der ersten Runde  |
| 1997/98 | 70 | 38 | 25 | 7  | —   | —   | 83  | 249 | 234 | 4., Eastern   | Niederlage in der ersten Runde  |
| 1998/99 | 70 | 35 | 26 | —  | 9   | —   | 79  | 240 | 234 | 4., Eastern   | Niederlage in der ersten Runde  |
| 1999/00 | 70 | 34 | 26 | —  | 10  | —   | 78  | 259 | 237 | 4., Eastern   | Niederlage in der zweiten Runde |
| 2000/01 | 70 | 23 | 36 | —  | 11  | —   | 57  | 218 | 262 | 6., Eastern   | nicht qualifiziert              |
| 2001/02 | 72 | 29 | 31 | 12 | —   | —   | 70  | 194 | 228 | 7., Southeast | nicht qualifiziert              |

## Team-Rekorde

### Karriererekorde
Spiele: 245  Todd MacIsaac
Tore: 86  Jocelyn Langlois
Assists: 148  Jocelyn Langlois
Punkte: 234  Jocelyn Langlois
Strafminuten: 595  Phil Valk

## Bekannte Spieler
- Travis Brigley
- Mike Green
- Michel Périard
- Robby Sandrock